# Impatiens limnophila
Impatiens limnophila är en balsaminväxtart som beskrevs av Georg Oskar Edmund Launert. Impatiens limnophila ingår i släktet balsaminer, och familjen balsaminväxter. Inga underarter finns listade i Catalogue of Life.